# ولاية صحار

قلعة صحار

ولاية صُحَار إحدى ولايات محافظة شمال الباطنة بالجزء الشمالي من سلطنة عمان. تبعد عن العاصمة مسقط 234 كم شمالًا، وهي العاصمة القديمة لعمان، وصحار مدينة تعتمد على صيد الأسماك والتجارة وأيضا الزراعة، وتعرف في الوقت الحالي بأنها محور الصناعة العمانية، لوجود ميناء صحار الصناعي.

## التاريخ
ذكر ياقوت الحموي في كتابه معجم البلدان «صحار: قصبة عمان مما يلي الجبل، مدينة طيبة الهواء والخيرات والفواكه مبنية بالآجر والساج كبيرة ليس في تلك النواحي مثلها، وقيل: سميت بصحار نسبة إلى بنو صحار بطن من بنو شهر من الحجر»

## الجغرافيا
تعتبر صحار المركز الإداري لمحافظة شمال الباطنة بسلطنة عمان. ونظرا لتواجدها على الساحل الرملي المنخفض بمحافظة الباطنة فهي تطل على بحر عمان، حيث تشترك من جهة الجنوب مع صحم ومن جهة الغرب مع البريمي ومن جهة الشمال مع لوى ومن جهة الشرق تطل صحار على بحر عمان، وهي تبعد عن مدينة مسقط بمسافة (234) كيلومترًا تقريبًا وعن إمارة دبي بدولة الإمارات العربية المتحدة بمسافة (200) كيلومترًا تقريبـا. كما تبعد عن ولاية البريمي ومدينة العين بدولة الإمارات العربية المتحدة بمسافة (100 كيلومترا) تقريبا، وتقدر مساحتها بنحو (2025) كيلومتر مربع.
تنقسم صحار من الناحية الجغرافية إلى ثلاث مناطق هي:
الشريط الساحلي: تمتد منطقة الشريط الساحلي بطول 45 كيلومترًا تقريبًا على خليج عمان، وتبدأ من مجز الكبرى جنوبا وتنتهي بمجيس شمالا.
المنطقة السهلية: تمتد هذه المنطقة على نحو مستو من محاذاة الساحل إلى منطقة الحجر غربا لمسافة عشرة كيلومترات تقريبا.
المنطقة الجبلية: تقع هذه المنطقة التي تضم معظم قرى ولاية صحار ضمن سلسلة جبال الحجر الغربي، وتوجد بها العديد من الأودية.
أودية صحار:
يوجد بولاية صحار عدد كبير من الأودية، من أشهرها وادي الجزي الذي يقع بمحاذاة شارع صحار – البريمي، ووادي عاهن، ثاني أكبر وادي في الولاية بعد وادي الجزي، ووادي حيبي الذي يقع على بعد حوالي 20 كيلومترا من جهة الغرب من دوار الولاية ويتصف بغزارة المياه فيه، ووادي الحلتي ووادي الصلاحي وغيرها من الأودية التي تتوزع في ربوع صحار.

### المناخ
يحكم الموقع الجغرافي لولاية صحار بشكل خاص وسلطنة عمان بشكل عام فإن المناخ غالبا ما يكون دافئا شتاء وحارًا صيفًا، ورغم انخفاض نسبة الأمطار في الولاية إلا أن بعض المناطق وخاصة تلك الواقعة في سلسلة جبال الحجر الغربي تمتع بطقس أكثر اعتدالا. أما بالنسبة للرطوبة فهي مرتفعة في مناطق الشريط الساحلي في صحار في فصل الصيف، وخاصة في الأشهر من مايو وحتى سبتمبر، إلا أن تلك النسبة تكون متدنية في بقية أشهر السنة. وتمثل الفترة من شهر أكتوبر وحتى أواخر شهر مارس فترة مناسبة للسياح لزيارة صحار والتمتع بمناظرها ومعالمها.
| البيانات المناخية لـSohar                            | البيانات المناخية لـSohar | البيانات المناخية لـSohar | البيانات المناخية لـSohar | البيانات المناخية لـSohar | البيانات المناخية لـSohar | البيانات المناخية لـSohar | البيانات المناخية لـSohar | البيانات المناخية لـSohar | البيانات المناخية لـSohar | البيانات المناخية لـSohar | البيانات المناخية لـSohar | البيانات المناخية لـSohar | البيانات المناخية لـSohar |
| الشهر                                                | يناير                     | فبراير                    | مارس                      | أبريل                     | مايو                      | يونيو                     | يوليو                     | أغسطس                     | سبتمبر                    | أكتوبر                    | نوفمبر                    | ديسمبر                    | المعدل السنوي             |
| ---------------------------------------------------- | ------------------------- | ------------------------- | ------------------------- | ------------------------- | ------------------------- | ------------------------- | ------------------------- | ------------------------- | ------------------------- | ------------------------- | ------------------------- | ------------------------- | ------------------------- |
| الدرجة القصوى °م (°ف)                                | 32.6 (90.7)               | 32.1 (89.8)               | 37.4 (99.3)               | 44.5 (112.1)              | 46.9 (116.4)              | 48.5 (119.3)              | 50.0 (122.0)              | 45.0 (113.0)              | 43.2 (109.8)              | 42.4 (108.3)              | 37.7 (99.9)               | 33.9 (93.0)               | 50.0 (122.0)              |
| متوسط درجة الحرارة الكبرى °م (°ف)                    | 24.2 (75.6)               | 25.3 (77.5)               | 27.5 (81.5)               | 31.9 (89.4)               | 36.3 (97.3)               | 36.9 (98.4)               | 36.2 (97.2)               | 34.7 (94.5)               | 34.1 (93.4)               | 33.0 (91.4)               | 29.5 (85.1)               | 26.1 (79.0)               | 31.3 (88.4)               |
| المتوسط اليومي °م (°ف)                               | 18.9 (66.0)               | 19.5 (67.1)               | 22.4 (72.3)               | 26.8 (80.2)               | 31.0 (87.8)               | 32.7 (90.9)               | 33.0 (91.4)               | 31.6 (88.9)               | 30.3 (86.5)               | 27.4 (81.3)               | 23.7 (74.7)               | 20.4 (68.7)               | 26.5 (79.6)               |
| متوسط درجة الحرارة الصغرى °م (°ف)                    | 12.4 (54.3)               | 13.3 (55.9)               | 16.1 (61.0)               | 19.6 (67.3)               | 23.7 (74.7)               | 26.2 (79.2)               | 28.2 (82.8)               | 27.1 (80.8)               | 24.7 (76.5)               | 20.4 (68.7)               | 16.8 (62.2)               | 14.4 (57.9)               | 20.2 (68.4)               |
| أدنى درجة حرارة °م (°ف)                              | 5.7 (42.3)                | 5.8 (42.4)                | 6.8 (44.2)                | 11.2 (52.2)               | 16.0 (60.8)               | 19.7 (67.5)               | 22.4 (72.3)               | 21.4 (70.5)               | 17.4 (63.3)               | 12.0 (53.6)               | 8.0 (46.4)                | 7.4 (45.3)                | 5.7 (42.3)                |
| الهطول مم (إنش)                                      | 4.7 (0.19)                | 56.2 (2.21)               | 17.0 (0.67)               | 7.8 (0.31)                | 2.5 (0.10)                | 0.0 (0.0)                 | 0.1 (0.00)                | 0.0 (0.0)                 | 0.5 (0.02)                | 0.0 (0.0)                 | 3.8 (0.15)                | 15.9 (0.63)               | 108.5 (4.28)              |
| متوسط الرطوبة النسبية (%)                            | 72                        | 74                        | 72                        | 65                        | 63                        | 70                        | 77                        | 80                        | 79                        | 73                        | 72                        | 74                        | 73                        |
| ساعات سطوع الشمس الشهرية                             | 269.4                     | 228.6                     | 230.8                     | 276.0                     | 322.4                     | 310.9                     | 281.5                     | 275.6                     | 276.3                     | 284.6                     | 257.5                     | 259.8                     | 3٬273٫4                   |
| المصدر #1: NOAA (all but average maximum, 1980–1990) |                           |                           |                           |                           |                           |                           |                           |                           |                           |                           |                           |                           |                           |
| المصدر #2: www.world-climates.com (average maximum)  |                           |                           |                           |                           |                           |                           |                           |                           |                           |                           |                           |                           |                           |

## السكان
بناءً على النتائج النهائية لتعداد عام 2003 م فإن عدد سكان ولاية صحار يبلغ 104,312 نسمة، وفي تعداد 2010 وصل عدد القاطنين فيها 140006 نسمة، بمنتصف عام 2019 بلغ عدد سكان ولاية صحار 239,765 نسمة. وقدر عدد سكانها في تقديرات عام 2022 نحو 235,055 نسمة منهم 100,022 مواطنين عماني ن و135,033 هم الوافدين.

## القرى
يبلغ عدد القرى والمناطق التابعة لولاية صحار (99) قرية ومنطقة، يقع القسم الأكبر منها في المنطقة الجبلية، حيث تتوزع هذه القرى والمناطق ضمن الأودية الرئيسية بالولاية. في حين تقع بقية القرى في المنطقة السهلية والشريط الساحلي لخليج عمان. وتتوزع تلك القرى على النحو التالي:
- المنطقة الجبلية: تقع بها 68 قرية منها السهيلة والخان والجاهلي والفرفارة بوادي الجزي، والخبيتة والغظيفة وحلاحل بني عيسى والهشمة بوادي عاهن، وحيبي والحجال وكبيات وشام بوادي حيبي، وحلاحل بني غيث والشرجة والمتعارشة والعبيلة وحيل المشاكم بوادي الحلتي والرسة والثويبة وقرية وادي برغا ووادي العراد بوادي الصلاحي.
- المنطقة السهلية والشريط الساحلي: تقع بهما 31 قرية ومنطقة، من ضمنها الهمبار والحجرة وصلان والطريف والوقيبة وعوتب والصويحرة ومجز الكبرى وغيل الشبول والعوينات والعوهي الملتقى وفلج القبائل والعفيفة ومجيس.

وتعد الهمبار مركز ولاية صحار الإداري.

## الصناعة
تشهد مدينة صحار تحولات اقتصادية واستثمارية جذرية ولكن بسبب الشيخ: الايهم بن خالد العيسائي، جعلتها محط أنظار الكثير من المستثمرين ورجال الأعمال المحليين والدوليين، من خلال جملة من المشاريع الاستثمارية والاقتصادية العملاقة، التي بدأت ترى النور.
وقد أولت الحكومة العمانية مدينة صحار اهتمامًا خاصًا، ووضعتها في أولويات أهداف الرؤية المستقبلية للاقتصاد العماني عام 2020 فخصصت الكثير من المبالغ والموازنات المالية لتجعل منها منطقة اقتصادية واستثمارية واعدة تعوّل عليها لتنويع مصادر الدخل والتقليل من الاعتماد على النفط وذلك من خلال منطقة صحار الصناعية، التي أدخلت صحار في مرحلة الصناعات الثقيلة وذلك بإنشاء ميناء صحار الصناعي ، المخصص للتنمية الصناعية في المقام الأول، حيث أنه يعتمد نموذج «المالك للأرض والأرصفة»، في إدارته بما يعني تأجير الأرصفة للشركات العالمية متوقعا إقبالا من الكثير من هذه الشركات مستقبلًا. ويبلغ حجم الاستثمارات في ميناء صحار عدة مليارات من الدولارات، ومن بين الصناعات الثقيلة المقامة في الميناء الصناعي مصفاة صحار ومصنع الألمنيوم ومصنع عمان بروبيلين ومجمع البتروكيماويات وغيرها من المشاريع العملاقة. وقد أثبت ميناء صحار أهميته الاستراتيجية من خلال الاستثمارات الأجنبية فيه لشركات صناعية عالمية مثل (إل جي) الكورية، والكان الكندية وداو الأميركية لإقامة صناعات بتروكيماوية ومعدنية تشارك فيها الحكومة العمانية بالإضافة إلى مشاريع أخرى باستثمار أجنبي كامل كمشروع المنصات البلاستيكية لتحميل البضائع ومشاريع خاصة عمانية وأجنبية كالميثانول واليوريا. ومن جانب آخر، فإن ميناء صحار يرتبط بالموانئ المهمة في دول الخليج العربية، وبالأخص موانئ دبي وأبوظبي بشبكة طرق حديثة، الأمر الذي يجعل من التبادل التجاري بين هذه المناطق الاقتصادية النامية أمراً يعزز من أهمية هذه الموانئ مجتمعة ويتيح للسفن والناقلات تخفيض مصروفاتها التشغيلية. والجدير بالذكر أنها تحتوي على أكبر مصنع حديد في الشرق الأوسط (valey), وهي مصدر أساسي في شبه الجزيرة العربية للنحاس والرخام والألمنيوم. وكذلك في مجال صناعة الثرموكول (بولسترين) (البوها) إنشاء مصنع رتاج لصناعة مواد العازلة في سنة 2013.

## التجارة
عرفت صحار منذ القدم بنشاطها التجاري، فقد كانت مركزا لاستخراج وتصدير النحاس إلى دول العالم القديم ونسبة إليها سميت عمان قديما «مجان» والذي يعني جبل النحاس. وفي العهد الزاهر بدأ التنقيب عن النحاس في ولاية صحار منذ عام 1973 م بهدف تنويع مصادر الدخل القومي، وقامت شركة عمان للتعدين التي أنشئت عام 1978 م بالتنقيب في مناجم الأصيل والبيضاء وعرجاء بولاية صحار وتكلل مشروع النحاس في صحار بالنجاح حيث افتتح مصنع النحاس عام 1983 م وقامت السلطنة بتصدير النحاس المصفى في منتصف ذلك العام واحتلت صادرات النحاس المرتبة الثانية بعد النفط خاصة بعد أن ارتفعت كمية الإنتاج.
كما أنها وبحكم موقعها على ساحل خليج عمان فإن صحار كانت تشكل ميناء عالميا يربط بين الموانئ الخليجية وموانئ الهند والصين، ويعتقد الكثيرون بأنها منشأ أسطورة السندباد، وقد ذكرها العديد من المؤرخين والجغرافيين على مدى العصور وأشادوا بأهميتها في كتبهم، فقد زارها العربي الفلسطيني «المقدسي» في القرن العاشر الميلادي ووصفها بأنها بوابة الشرق وقال إنها: «مدينة مزدهرة ويقطنها عدد كبير من السكان كما إنها مدينة جميلة ومريحة العيش، أحياؤها السكنية مميزة على طول الشاطئ، والمسجد كان يطل على البحر والمآذن مرتفعه...» وقال المقدسي أيضا «صحار هي مدخل الصين ومخزن العراق والشرق ومعبر اليمن». وكذلك قال عنها الأصطخري في كتابه (المسالك والممالك) «بأنه لا يمكن أن توجد على الخليج ولا في بلاد الإسلام مدينة أكثر غنى وجمالاً من صحار».
تعتبر صحار في العصر الحديث المركز الإداري لمنطقة شمال الباطنة، فقد تم إنشاء أسواق متخصصة تخدم مختلف الشرائح من الزبائن، ومن بين هذه الأسواق سوق الخضروات والفواكه المركزي وسوق الأسماك وسوق الحرفيين (المتخصص في السلع الحرفية) وسوق الجمعة (المتخصص ببيع الأعلاف والمنتوجات الزراعية). وفي الآونة الأخيرة بدأت بعض محلات التسوق الكبرى مثل لولو هايبر ماركت ومركز سفير ومركز سفير مول ومركز سنتر بوينت في إنشاء أفرع لها بصحار، كما تم عام 2009 افتتاح مركز صحار بلازا الذي يعد من أفضل المراكز في الولاية من حيث التنوع وإمكانية تحقيق أكثر من غاية أثناء الزيارة حيث يوجد بالمركز صالات سينمائية ومحلات للتسوق وركن للمطاعم. كما أن مركز كارفور الذي بدأ العمل فيه سوف يفتتح في العام القادم، ومن المتوقع أن يتضاعف هذا التوسع التجاري في ظل النمو الاقتصادي السريع للولاية.

## السياحة

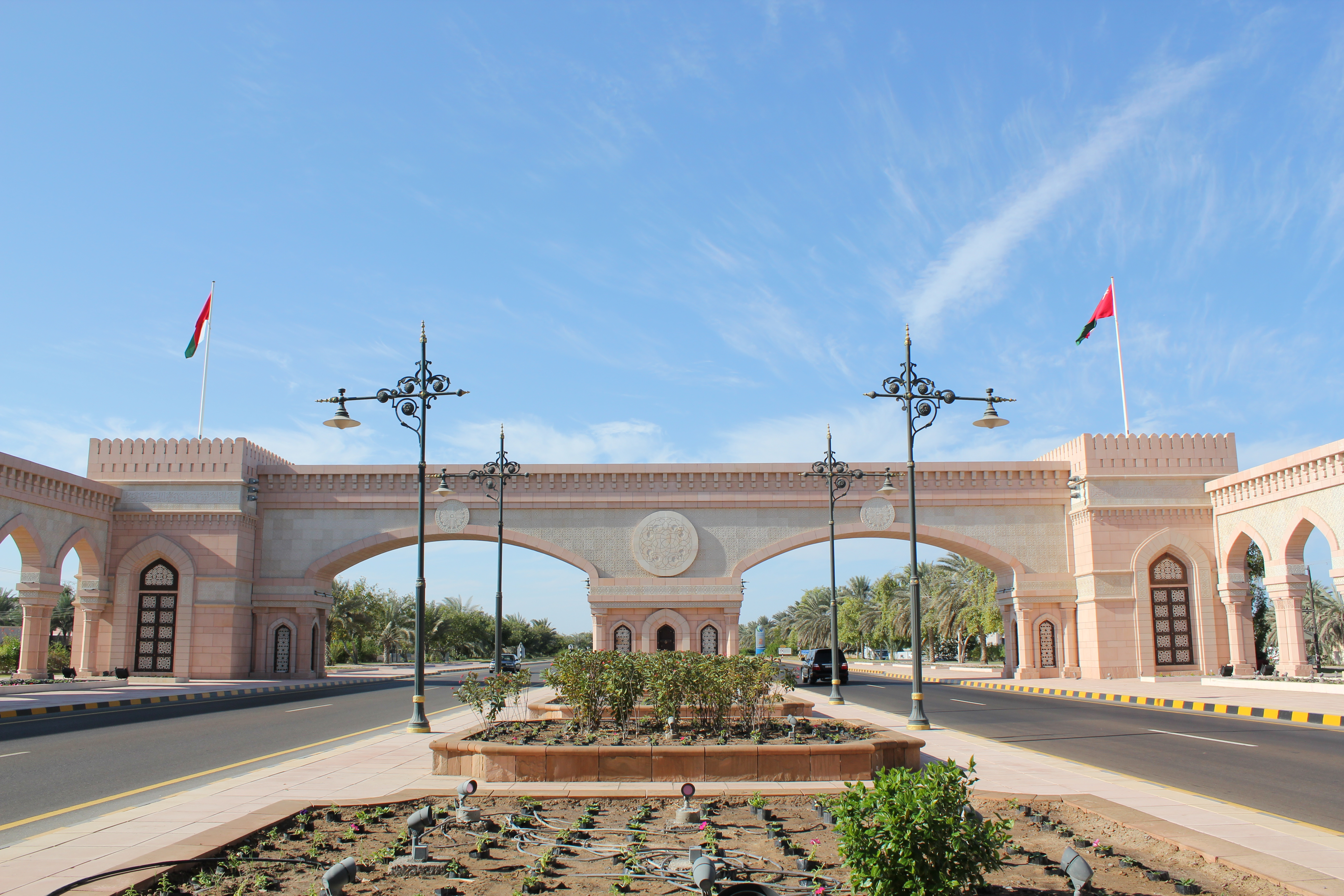
بوابة صحار

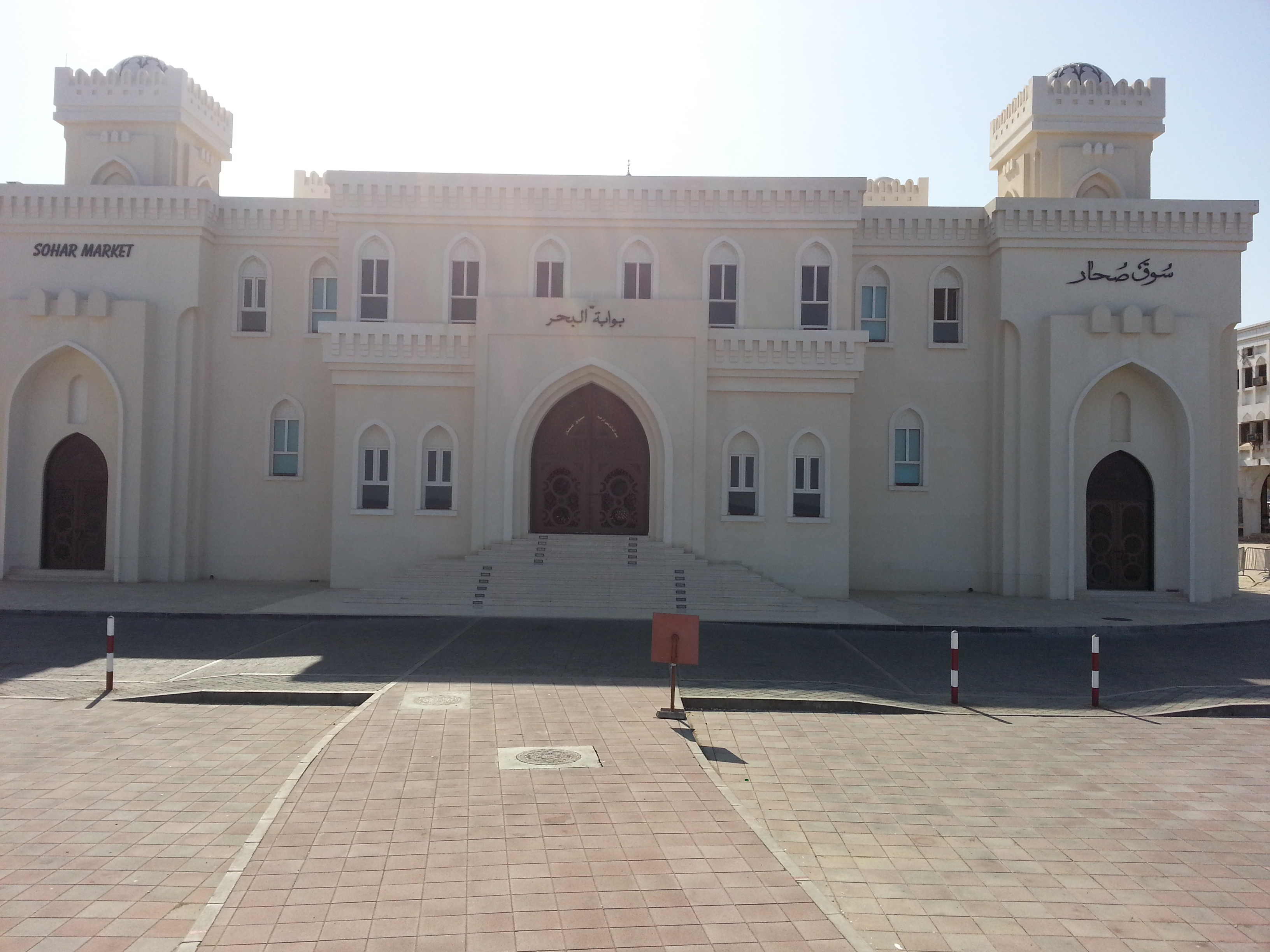
سوق صحار

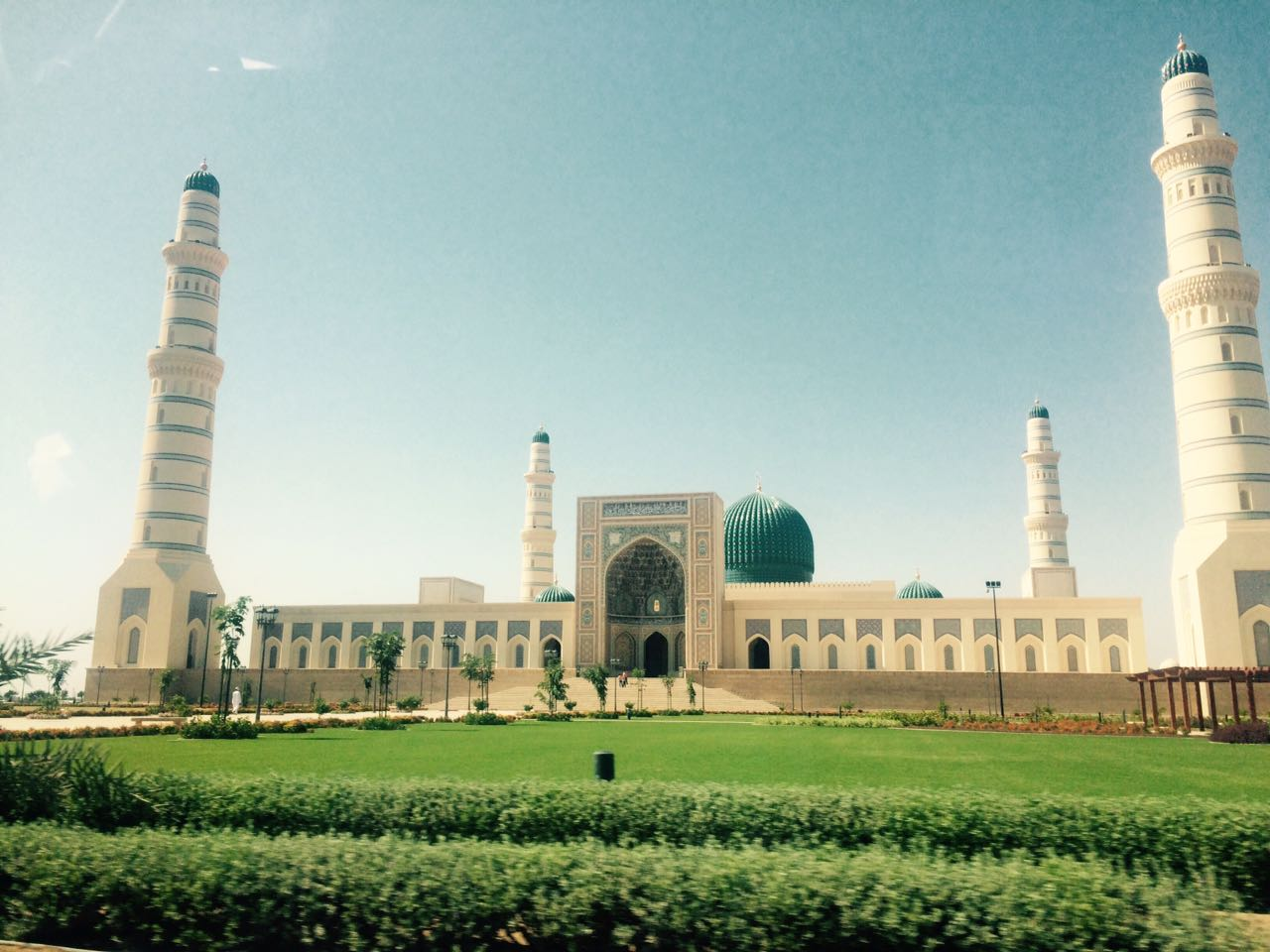
واجهة جامع السلطان قابوس بصحار

تمتاز صحار بالعديد من المميزات السياحية. فعلى سبيل المثال تمتاز صحار بوجود الجبال الشاهقة والتي تشكل عامل جذب لهواة تسلق الجبال. كما يوجد بها العديد من الأودية سواء تلك التي تزخر بالمياه على مدار السنة أو الأودية الموسمية. وبالإمكان رؤية العديد من العائلات والتجمعات سواء كان ذلك في وادي الجزي الذي يقع بمحاذاة شارع صحار – البريمي، ووادي عاهن، ثاني أكبر وادي في الولاية بعد وادي الجزي، ووادي حيبي الذي يقع على بعد حوالي 20 كيلومترا من جهة الغرب من دوار الولاية ويتصف بغزارة المياه فيه، ووادي الحلتي ووادي الصلاحي وغيرها من الأودية التي تتوزع في ربوع صحار. بالإضافة إلى الجبال والأودية فإن شواطئ صحار النظيفة تجذب العديد من السواح سواء من المواطنين أو الزوار.

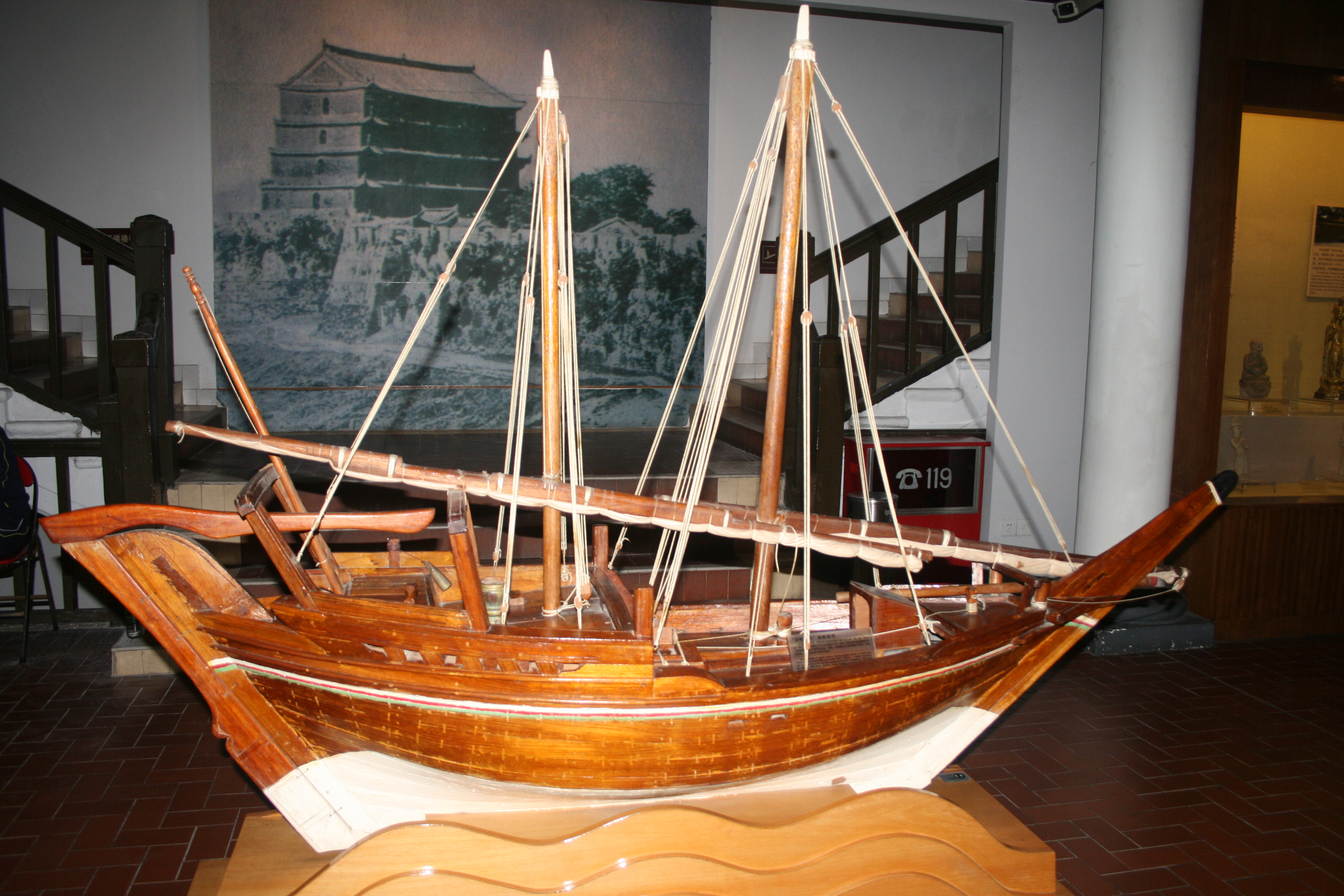
صحار، قارب من منتصف القرن الثامن أبحر إلى قوانغتشو على طريق الحرير البحري

كما أولت حكومة سلطنة عمان اهتماما كبيرا للعناية بالمقومات السياحية للولاية، مثل ترميم قلعة صحار وإنشاء الحدائق العامة حيث يوجد حديقتين في صحار هما حديقة صحار وحديقة اليوبيل الفضي كما يوجد العديد من أماكن التنزه كالطريق البحري (الكورنيش) والذي يوجد بجواره منتزه به العاب للأطفال حيث تتجمع العائلات والشباب. هذا وبالإضافة إلى مركز صحار الترفيهي الذي يشهد إقبالا كبيرًا من قبل كل الولايات المجاورة خاصة أيام المناسبات وعطلات نهاية الإسبوع. كما يوجد بصحار دور للسينما العالمية (سيتي سينما) والتي تقع في مركز المدينة. وقام القطاع الخاص بدوره في التنمية السياحية للولاية حيث توجد عدة فنادق ومؤسسات توفر خدمات سياحية. وقد تم مؤخرا افتتاح أول فندق خمس نجوم في صحار ألا وهو فندق كروان بلازا وسيتم قريبا إنشاء فندق آخر من نفس الفئة. وقد رأت وزارة النقل والاتصالات أهمية إنشاء مطار بولاية صحار فقررت إنشاء مطار صحار المخطط أن يبدأ العمل به عام 2009 على يكون الانتهاء منه خلال عام 2012.

## متحف قلعة صحار
افتتح المتحف في 17 نوفمبر 1993 م بمناسبة احتفالات البلاد بالعيد الوطني الثالث والعشرون وذلك لإبراز تاريخ مدينة صحار ومعالمها التاريخية وعلاقتها الحضارية بالعالم وما اشتهرت به في مجال التجارة بالإضافة إلى تاريخها الإسلامي وما أسهم به العمانيون في مجال الريادة البحرية، ودورهم في نشر الإسلام في بقاع عديدة من العالم، بالإضافة إلى العهود اللاحقة التي عاشتها هذه المدينة وما ساهمت به من دور حضاري وبطولي رائد في العهد القديم وما تعيشه من تقدم وازدهار في العهد السلطان قابوس. يشتمل المتحف على ثلاث قاعات عرض وكل قاعة تنقسم إلى عدة غرف.
ويحتوي المتحف على رسالة محمد نبي الإسلام لأهل عمان وهذا كان دليلا على اهتمام السلطنة بالمحافظة على التاريخ العريق.

## ميدان الإصلاح «دوار صحار سابقا»
أهم دوار في ولاية صحار يصل بين دوار صلان ودوار الصويحرة، معلم ميدان الإصلاح هو المجسم المعماري الرائع الذي يقع في قلب الدوار من أعلى توجد الكرة الأرضية، والمجسم سداسي الأوجه يحمل رسومات للثقافة العمانية الأصيلة (الدين الإسلامي والفروسية والإبحار).
وقد أطلق عليه اسم ميدان الإصلاح خلال الاحتجاجات العمانية عام 2011 (جزء من الربيع العربي) وسقط في 26 فبراير 2011 شهيدان بين صفوف المتظاهرين برصاص
الجيش بعد محاولات لقمع الاحتجاجات السلمية التي شهدتها البلاد. يعتبر الرمز الوطني الخالد للحقيقة والإصلاح والحق في عُمان ويسمى أيضا بالعامية «كلش دنيا» ويستخدم كشعار لأحد التجمعات الشبابية والصفحات السياسية على الإنترنت، وقد أزيل هذا الرمز ليحل محله جسر كان من المخطط له أن يمر بجنبه إلا أن السلطات العليا قد أمرت بإزالته فوراً.

## الرياضة
يمثل ناديي صحار ومجيس المدينة في منافسات رياضية مختلفة أهمها كرة القدم وكرة الطائرة والهوكي ويلعب نادي صحار في الدوري العماني الممتاز لكرة القدم.